# ملعب سكاي سكفو
ملعب سكاي سكفو (بالروسية: Стадион СКА-СКВО) هو ملعب متعدد الأغراض يقع في مدينة روستوف على الدون بروسيا. يُستخدم في مباريات كرة القدم، وهو الملعب الرئيسي لنادي روستوف أون دون. يتوفر على طاقة استيعابية ل 11000 شخص، وعند اكتمال إعادة الإعمار ستبلغ السعة 25،000.
في 28 يناير 2016، وافق الاتحاد الدولي لكرة القدم (الفيفا) على أن يُدرج الملعب في قائمة من 36 ملعبًا للتداريب في كأس العالم 2018.